# Calcimetria
La calcimetria è un'analisi chimica per la determinazione del carbonato di calcio (CaCO3) in diversi materiali da costruzione (quali ad esempio: intonaco, malta, tinteggiature, laterizi, pietre calcaree e silicee) o in terreni.

## Prassi
La prova calcimetrica viene effettuata facendo reagire con acido cloridrico il materiale da analizzare.
Lo strumento usato è il calcimetro (costituito essenzialmente da un contenitore in vetro), nel quale viene inserita una quantità nota di campione finemente macinato.

Si aggiunge quindi l'acido cloridrico, il quale attaccando il carbonato di calcio eventualmente presente nel campione sprigiona anidride carbonica, secondo la seguente reazione chimica:
CaCO3 + 2HCl → CO2 + H2O + CaCl2
L'anidride carbonica formata si accumula nella parte alta del calcimetro (che è ben sigillato), per cui la percentuale del carbonato di calcio nel campione può essere calcolata a partire dalla misurazione della quantità di anidride carbonica (espressa in moli). Infatti, come si vede dalla reazione, per ogni mole di CaCO3 reagito si forma una mole di CO2.

## Tipologie costruttive
Esistono varie tipologie costruttive di calcimetri, tra cui:
- Calcimetro Dietrich-Fruhling[3]
- Calcimetro De Astis[4]
- Calcimetro Pizzarelli.

## Valori tipici
Vengono riportati di seguito le percentuali tipiche di carbonato di calcio in alcuni materiali: 
- pietre naturali: fino al 100%
- laterizi antichi: 20÷25%
- laterizi moderni: assente.